# Shōdō
Shōdō (jap. 衝動) – czterdziesty singel japońskiego zespołu B’z, wydany 25 stycznia 2006 roku. Osiągnął 1 pozycję w rankingu Oricon i pozostał na liście przez 19 tygodni, sprzedał się w nakładzie 304 370 egzemplarzy. Singel zdobył status platynowej płyty.
Utwór tytułowy został wykorzystany jako 17 opening (odc. 425–437) anime Detektyw Conan, a utwór Kesshō został użyty jako piosenka przewodnia TV dramy Kuitan (jap. 喰いタン) stacji Nippon TV.

## Lista utworów
| Nr | Tytuł                | Czas |
| -- | -------------------- | ---- |
| 1. | „Shōdō” (jap. 衝動)  | 3:17 |
| 2. | „Kesshō” (jap. 結晶) | 4:06 |

## Muzycy
- Tak Matsumoto: gitara, kompozycja i aranżacja utworów
- Kōshi Inaba: wokal, teksty utworów, aranżacja
- Shane Gaalaas: perkusja (#1)
- Akihito Tokunaga: gitara basowa, aranżacja

## Notowania
| Lista                                  | Pozycja |
| -------------------------------------- | ------- |
| Oricon Weekly Singles Chart            | 1       |
| Oricon Monthly Singles Chart           | 1       |
| Oricon Yearly Singles Chart (rok 2006) | 22      |

## Certyfikaty
| Kategoria certyfikatu | Certyfikat      |
| --------------------- | --------------- |
| RIAJ (CD)             | Platynowa płyta |
| RIAJ (full ringtone)  | Złota płyta     |